# منتخب النرويج تحت 23 سنة لسباق الدراجات على الطريق للرجال

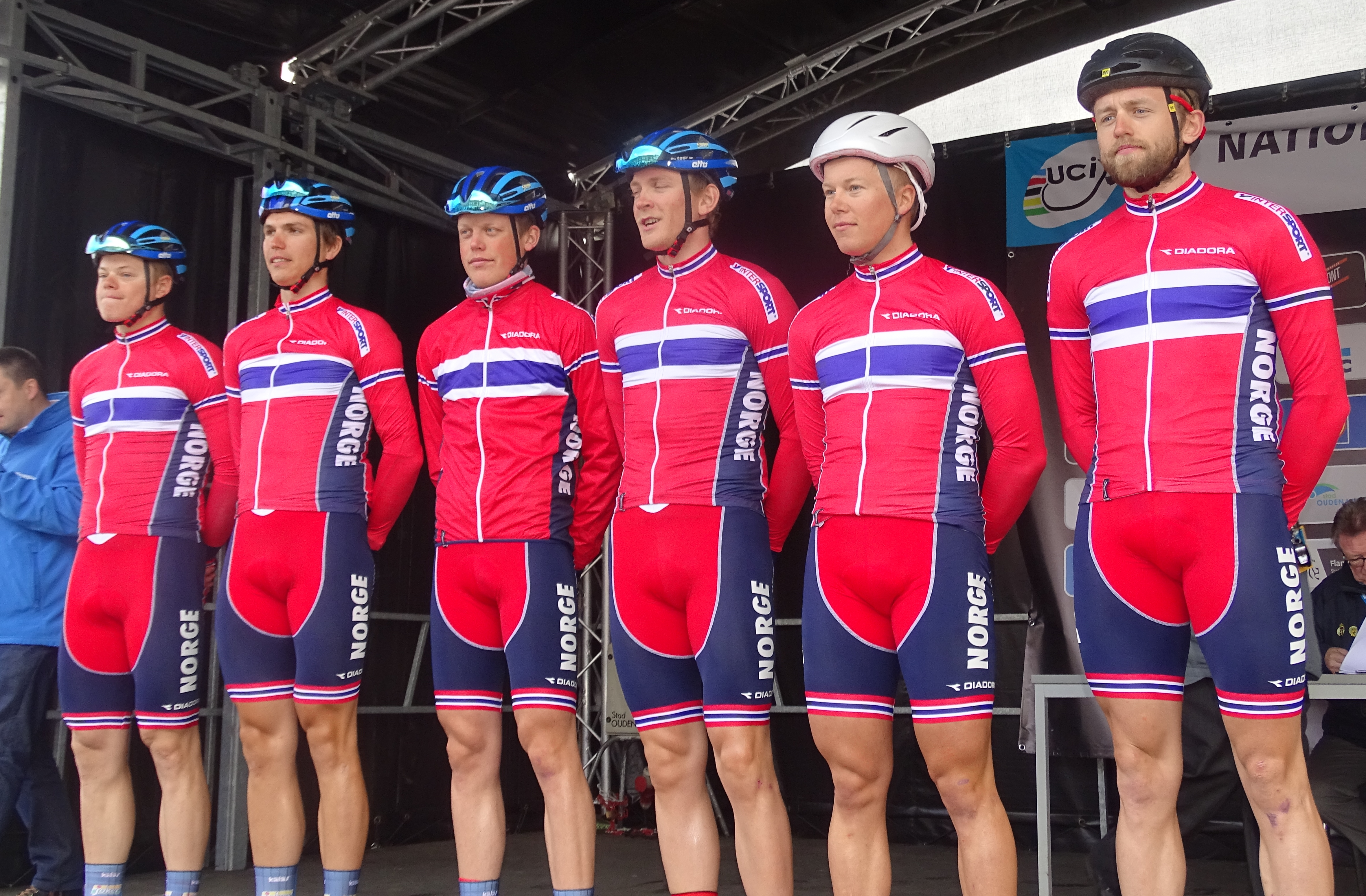

منتخب النرويج لسباق الدراجات على الطريق للرجال تحت 23 سنة (بالفرنسية: Équipe de Norvège espoirs de cyclisme sur route )‏ هو ممثل النرويج الرسمي في المنافسات الدولية في سباق الدراجات على الطريق في فئة تحت 23 سنة ‏
.

## وصلات خارجية
- الموقع الرسمي